# مارغريت باسباي
مارغريت باسباي (بالإنجليزية: Margaret Busby)‏ هي صحفية وكاتِبة ومؤلفة غانية، ولدت في 11 أكتوبر 1944 في أكرا في غانا.